# Банф
Банф (англ. Banff) — город в провинции Альберта (Канада), на юге Канадских Скалистых гор. 

## География
Расположен в центре  одноимённого национального парка Канады, памятника всемирного наследия ЮНЕСКО, в окружении Скалистых гор и великолепных ландшафтов с живописными озёрами, сверкающими ледниками, открытыми горячими источниками и густыми хвойными лесами, в которых обитают дикие звери. 
Между городом Банф и озером Луиз находится гора Касл («Замковая»), туристическая достопримечательность.

## История
Основан в 1880 году Канадской Тихоокеанской железной дорогой, город получил своё название от шотландского Банфшира — родины основателей канадского Банфа. 

## Население
По переписи 2006 население составляет 6 700 жителей.  

## Известные личности
- В этом муниципалитете родился бывший премьер-министр Онтарио Джон Робартс.